# Young America Stakes
Young America Stakes var ett galopplöp som kördes årligen mellan 1977 och 1995 på Meadowlands Racetrack i East Rutherford, New Jersey.

## Bakgrund
Young America Stakes reds för första gången 1977, och kom att bli ett viktigt löp i slutet av oktober/början av november för tvååringar. Löpet reds över 1 710 meter, och reds på dirttrack mellan 1977 och 1990. Det var i mitten på 1980-talet ett grupp 1-löp, det vill säga ett löp av högsta internationella klass. Löpets status skadades dock av instiftandet av Breeders' Cup Juvenile 1984 som reds vid ungefär samma tidpunkt och på dirttrack.
Löpet degraderades till ett grupp 2-löp i början på 1990-talet, och i ett försök att överleva byttes löpets underlaget ut till gräs 1991. Redan efter att ha förlorat sin grupp 1-status, nedgraderades löpet 1993 till en grupp 3-löpning.
Den första upplagan av löpet vanns av Forever Casting, riden av jockeyn Eddie Delahoussaye.
Flest segrar i löpet har Hall of Fame-jockeyn Jorge Velásquez och Eddie Maple med fyra stycken vardera.

## Segrare
| År   | Häst              | Jockey             | Tränare                 |
| ---- | ----------------- | ------------------ | ----------------------- |
| 1995 | Defacto           | Jerry D. Bailey    | Claude R. McGaughey III |
| 1994 | Miss Union Avenue | Herb McCauley      | Stanley M. Hough        |
| 1993 | Seattle Rob       | Jean-Luc Samyn     | Michael J. Doyle        |
| 1992 | Mischievous Music | Randy P. Romero    | Patrick J. Kelly        |
| 1991 | Maston            | Herb McCauley      | Joseph H. Pierce, Jr.   |
| 1990 | Southern Sign     | Nick Santagata     | Louis F. Jolin          |
| 1989 | Roanoke           | Jose A. Santos     | J. Willard Thompson     |
| 1988 | Irish Actor       | Eddie Maple        | LeRoy S. Jolley         |
| 1987 | Firery Ensign     | Jorge Velásquez    | Jose Martin             |
| 1986 | Conquistarose     | Eddie Maple        | Woodford C. Stephens    |
| 1985 | Storm Cat         | Chris J. McCarron  | Jonathan E. Sheppard    |
| 1984 | Script Ohio       | Eddie Maple        | John M. Veitch          |
| 1983 | Swale             | Eddie Maple        | Woodford C. Stephens    |
| 1982 | Slewpy            | Angel Cordero, Jr. | Sidney J. Watters, Jr.  |
| 1981 | Deputy Minister   | Donald MacBeth     | John J. Tammaro, Sr.    |
| 1980 | Lord Avie         | Jorge Velásquez    | Daniel Perlsweig        |
| 1979 | Koluctoo Bay      | Jorge Velásquez    | Peter Ferriola          |
| 1978 | Spectacular Bid   | Jorge Velásquez    | Grover G. Delp          |
| 1977 | Forever Casting   | Eddie Delahoussaye | Del W. Carroll          |